# Ute Güster
Ute Güster (* 19. Februar 1957) ist eine ehemalige Taekwondoin aus Düren.
Güster gehörte in den 1980er Jahren zu den besten Taekwondo-Kämpferinnen der Welt. Sie wurde 1983 in Kopenhagen Weltmeisterin im Schwergewicht. 1984 wurde Ute Güster Europameisterin und bei den Olympischen Sommerspielen 1988 in Seoul errang sie eine Bronzemedaille. 1985 und 1988 wurde sie in ihrer Heimatstadt Düren zur Sportlerin des Jahres gewählt.
In Düren erlernte sie den asiatischen Kampfsport bei Peter Koch und wechselte später nach Aachen zu Kim Chul-hwan.
Von 23 registrierten Kämpfen gewann Güster 17. Das gibt eine Gewinnquote von 73,9 %. Sie nahm an 16 Turnieren teil, davon elf mit internationaler und fünf mit nationaler Wertung.
Ute Güster ist Teamleiterin bei den Rurtalwerkstätten der Lebenshilfe e.V. in Düren.